# Joe Mantello
Joseph Mantello (nacido el 27 de diciembre de 1962) es un actor y director norteamericano conocido por su trabajo en las producciones de Broadway Wicked, Take Me Out y Assassins, así como por haber sido uno de los miembros originales del elenco de Ángeles en América.
Ganador de dos Premios Tony a la mejor dirección en una obra de teatro y a la mejor mejor dirección en un musical en 2003  y en 2004, respectivamente, en 2018, fue incluido en el paseo de la fama del conocido American Theater Hall of Fame.

## Biografía
Nació en Rockford (Illinois), hijo de Judy y Richard Mantello, contable. Ambos padres son de ascendencia italiana. Joseph Mantello fue criado como católico.
Estudió en la Escuela las Artes de Carolina del Norte y más tarde fundó en Nueva York Edge Theater con la también actriz Mary-Louise Parker y el escritor Peter Hedges. Es miembro de la compañía de teatro Naked Angels (Ángeles desnudos) y un artista asociado en la Roundabout Theater Company.

## Carrera
Llegó a Nueva York desde Illinois en 1984, en plena crisis del SIDA, y empezó su carrera teatral como actor en Walking the dead (Paseando al muerto) de Keith Curran y en The Baltimore Waltz (El vals de Baltimore), de Paula Vogel. Al transicionar de la actuación a la dirección, Mantello dijo: "Creo que soy mejor actor desde que empecé a dirigir, aunque puede que haya quien disienta. Desde fuera veo cosas en las que los actores caen. Ahora hay una parte de mí que puede apartarse del proceso y ver las cosas con perspectiva".
Ha dirigido un amplio rango de proyectos teatrales. En palabras del New York Times: "Muy pocos directores estadounidenses – Jack O'Brien y Mike Nichols son dos nombres que vienen a la mente – saltan de forma tan exitosa entre géneros y estilos como el señor Mantello, moviéndose desde una obra minimalista para dos actores como Frankie and Johnny in the Clair de Lune al enorme lienzo de una comedia musical como Wicked, desde un monólogo como The Santaland Diaries hasta óperas contemporáneas como Dead Man Walking, pasando por performances políticas como The Vagina Monologues."
En 2010, la Roundabout Theatre Company programó un revival de Lips Together, Teeth Apart dirigida por Mantello y destinada a estrenarse en el American Airlines Theatre en el mes de abril, pero el repentino abandono del proyecto por parte de una de las estrellas, Megan Mullally, obligó a posponer el estreno de forma indefinida.
Mantello dirigió la obra de Jon Robin Baitz Other Desert Cities (Otras ciudades desiertas) en el Teatro Booth en 2011. Volvió a la actuación por primera vez en una década con el papel de Ned Weeks en revival de The Normal Heart de abril de 2011, por el que estuvo nominado a los premios Tony como mejor actor protagonista en una obra de teatro. Mantello ya había estado nominado a estos premios por su papel de Louis en Ángeles en América.
Dirigiría el estreno mundial off-Broadway del musical Dogfight en verano de 2012 en el Second Stage Theater. En enero de 2013 dirigiría el estreno de Broadway de The Other Place, de Sharr White en el teatro Samuel J. Friedman. En 2014 dirigiría el nuevo musical de Sting The Last Ship (El último barco). También dirigiría la obra de Harvey Fierstein Casa Valentina, que se estrenaría en Broadway en abril de 2014.
Actúa en el revival de El zoo de cristal, que se estrenó en Broadway en el teatro Belasco en febrero de 2017. Dirigida por Sam Gold, la obra cuenta con Sally Field como Amanda Wingfield y con Mantello en el papel de Tom.

## Vida privada
De 1990 a 2002, mantuvo una relación sentimental con el dramaturgo Jon Robin Baitz. Desde 2018, vive en Manhattan con su actual pareja, Paul Marlow.

## Filmografía

### Cine
| Año                | Película                  | Personaje | Notas                |
| ------------------ | ------------------------- | --------- | -------------------- |
| 1989               | Cookie                    | Dominick  |                      |
| 1997               | Love! Valour! Compassion! | Ninguno   | Director             |
| 2020               | The Boys in the Band      | Ninguno   | Director y productor |
| (Fuente: IMDb.com) |                           |           |                      |

### Teatro
| Año     | Obra                                     | Personaje(s)                | Dramaturgo         |
| ------- | ---------------------------------------- | --------------------------- | ------------------ |
| 1993    | Angels in America: Millennium Approaches | Louis Ironson               | Tony Kushner       |
| 1994    | Angels in America: Perestroika           | Louis Ironson Sarah Ironson | Tony Kushner       |
| 2010–11 | The Normal Heart                         | Ned Weeks                   | Larry Kramer       |
| 2017    | The Glass Menagerie                      | Tom Wingfield               | Tennessee Williams |

| Año     | Obra                                    | Notas                                   |
| ------- | --------------------------------------- | --------------------------------------- |
| 1994    | What's Wrong with This Picture          | Brooks Atkinson Theatre, Broadway       |
| 1995    | Love! Valour! Compassion!               | Walter Kerr Theatre, Broadway           |
| 1997    | Proposals                               | Broadhurst Theatre, Broadway            |
| 2001    | Design for Living                       | American Airlines Theatre, Broadway     |
| 2002    | An Evening with Mario Cantone           | American Airlines Theatre, Broadway     |
| 2002    | Frankie and Johnny in the Clair de Lune | Belasco Theatre, Broadway               |
| 2003    | Take Me Out                             | Walter Kerr Theatre, Broadway           |
| 2003    | Wicked                                  | Gershwin Theatre, Broadway              |
| 2004:   | Assassins                               | Studio 54, Broadway                     |
| 2005    | Glengarry Glen Ross                     | Royale Theatre, Broadway                |
| 2005    | The Odd Couple                          | Brooks Atkinson Theatre, Broadway       |
| 2006    | Three Days of Rain                      | Bernard B. Jacobs Theatre, Broadway     |
| 2007    | The Ritz                                | Studio 54, Broadway                     |
| 2008    | November                                | Ethel Barrymore Theatre, Broadway       |
| 2008    | Pal Joey                                | Studio 54, Broadway                     |
| 2009    | 9 to 5                                  | Marquis Theatre, Broadway               |
| 2011:   | Other Desert Cities                     | Mitzi E. Newhouse Theater, Off-Broadway |
| 2013    | The Other Place                         | Samuel J. Friedman Theatre, Broadway    |
| 2014    | Casa Valentina                          | Samuel J. Friedman Theatre, Broadway    |
| 2015–16 | An Act of God                           | Studio 54, Broadway                     |
| 2016    | Blackbird                               | Belasco Theatre, Broadway               |
| 2018    | The Boys in the Band                    | Booth Theatre, Broadway                 |
| 2019    | Hillary and Clinton                     | John Golden Theatre, Broadway           |
| 2020    | Who's Afraid of Virginia Woolf?         | Booth Theatre, Broadway                 |
| 2023    | Grey House                              | Lyceum Theatre, Broadway                |

### Televisión
| Año                | Película                          | Personaje                      | Notas                                                         |
| ------------------ | --------------------------------- | ------------------------------ | ------------------------------------------------------------- |
| 1990               | Three Hotels                      | Ninguno                        | Director; telefilme                                           |
| 1990               | The Days and Nights of Molly Dodd | Mickey                         | Episodio: "Here's Why You Can Never Have Too Much Petty Cash" |
| 1991–98            | Law & Order                       | Public Defender / Philip Marco | 2 episodios                                                   |
| 1993               | Sister, Sister                    | Adam Olderberg                 | Episodio: "Moving Pictures"                                   |
| 1995               | Central Park West                 | Ian Walker                     | 3 episodios                                                   |
| 2014               | The Normal Heart                  | Mickey Marcus                  | Telefilme de HBO                                              |
| 2020               | Hollywood                         | Dick Samuels                   | 7 episodios                                                   |
| 2022               | The Watcher                       | John Graff                     | 5 episodios                                                   |
| 2022               | American Horror Story: NYC        | Gino Barelli                   | 10 episodios                                                  |
| 2024               | Feud: Capote vs. The Swans        | Jack Dunphy                    | 7 episodios                                                   |
| (Fuente: IMDb.com) |                                   |                                |                                                               |